# Actiecomité Stop MARTIJN

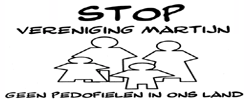
Logo van Actiecomité Stop MARTIJN

Actiecomité Stop MARTIJN was een comité dat op 20 juni 2003 door de politieke partijen Nieuw Rechts en de Nieuwe Nationale Partij is opgericht. Actiecomité Stop MARTIJN stelde zich als doel de Vereniging MARTIJN door het OM op grond van artikel 2:20 BW (strijd met de goede zeden en openbare orde) tot opheffing te dwingen, en de Nederlandse zedenwetgeving aan te scherpen zodat het bestaan van dergelijke verenigingen kan worden voorkomen. Het comité werd geleid door Florens van der Kooi, Michiel Smit en Inge Bleecke (die ook betrokken was bij het comité Moeders tegen Pedofilie).

## Officiële doelstellingen
In juni 2003 was ophef ontstaan over de Vereniging MARTIJN. Deze vereniging voor pedofielen zou namelijk deelnemen aan Roze Zaterdag. Hierdoor kwam een discussie op gang, waarna het initiatief tot Actiecomité Stop MARTIJN werd genomen. 
Actiecomité Stop MARTIJN wil de volgende maatregelen:
- Opheffing van Vereniging MARTIJN door het OM op grond van artikel 2:20 BW (Het bestaan van de Vereniging MARTIJN zou in strijd zijn met de goede zeden en openbare orde; in 2012 werd de vereniging uiteindelijk door de rechter verboden);
- Aanscherping van de Nederlandse zedenwetgeving ter bescherming van het kind;
- Een landelijk openbaar register voor veroordeelde pedofiele criminelen (pedodatabank);
- Chemische castratie als straf voor pedofielen die zich hebben vergrepen aan kinderen.

## Kritiek

### Kritiek op het Actiecomité
Tegenstanders van deze actiegroep beweren dat het Actiecomité opereerde vanuit extreemrechtse denkbeelden en dat het belang van de groep niet primair lag bij de bestrijding van misstanden veroorzaakt door de vereniging MARTIJN, maar bij het hebben van een item waar veel burgers het mee eens zijn. Extreemrechts zou volgens deze critici zijn andere ideeën salonfähig willen maken door een open deur in te trappen. Het onderwerp wordt daarom volgens hen misbruikt voor politieke propaganda.

### Reactie op inhoudelijke standpunten
Ook zijn tegenstanders van mening dat de genoemde maatregelen de pedofielen zal aanzetten tot ondergronds gaan, waardoor de politie ze minder goed kan controleren dan wanneer ze in een vereniging lid zijn, die bovendien haar leden aanbeveelt zich aan de wet te houden. Vereniging MARTIJN heeft overigens met de woorden "laat ze maar demonstreren" te kennen gegeven niet onder de indruk te zijn.

## Confrontatie
Een aantal dagen na de oprichting van het Actiecomité Stop MARTIJN volgde een demonstratie van extreemlinks. De organisatie Anti-Fascistische Actie Amsterdam organiseerde deze tegendemonstratie, omdat "NNP en Nieuw Rechts extreemrechtse partijen zijn die met dit soort populistische onderwerpen het isolement proberen te doorbreken waarin hun gedachtegoed is geplaatst." Een confrontatie dreigde. In oktober dat jaar verbood de Amsterdamse burgemeester Job Cohen een tweede demonstratie, die plaats zou vinden op zaterdag 25 oktober in Amsterdam, uit angst voor vechtpartijen tussen Stop MARTIJN en antifascisten. Uiteindelijk is van de maatregelen en demonstraties weinig terechtgekomen, en heeft het comité slechts tot confrontaties tussen extreemlinks en extreemrechts geleid.